# إيرل دبليو باسكوم
إيرل ويسلي باسكوم، (بالإنجليزية: Earl W. Bascom) زميل الجمعية الملكية للفنون (إف آر إس إيه)، (19 يونيو 1906 – 28 أغسطس 1995) كان رسامًا أمريكيًا، وفنانًا في الطباعة، ونحاتًا، وراعي بقر، وممارسًا لرياضة الروديو، ومخترعًا، وممثلًا في هوليود. نشأ في كندا، صور أعمالًا في الفنون الجميلة عن تجاربه الخاصة في ممارسة رعاة البقر والروديو في الغرب الأمريكي والكندي. مُنح باسكوم جائزة بيونير من قِبل قاعة شهرة برو روديو في عام 2016، ودخل إلى العديد من قاعات الشهرة بما في ذلك قاعة مشاهير برو روديو الكندية في عام 1984. دُعي باسكوم بـ «راعي البقر من فناني رعاة البقر»، و«عميد نحاتي روديو رعاة البقر» و «أب الروديو الحديث». كان عضوًا مشاركًا في كنيسة يسوع المسيح لقديسي الأيام الأخيرة.

## مرحلة الطفولة
ولد باسكوم في 19 يونيو 1906، في كوخ خشبي ذو سقف عشبي في مزرعة باسكوم 101 في فيرنال، يوتا، الولايات المتحدة، نجل مربي المواشي ورجل القانون جون دابليوم باسكوم وراشيل لوبيرت. كان والده نائبًا لشريف مقاطعة يونتاه، وبعد ذلك كان شرطيًا في بلدة نابلس في شمال شرق يوتا، الذي طارد أعضاء عصابة بوتش كاسيدي وايلد بانش وغيرهم من الخارجين عن القانون بما في ذلك هاري «ماد دوج» تريسي.
كان كُلًا من جده، جويل إيه باسكوم وسي إف بي ليبرت، من رواد المورمون، ومن رجال القانون الحدوديون ومربيا ماشية. كان جويل باسكوم عضوًا في فيلق نوفو (ميليشيا يوتا)، خدم في حرب يوتا عام 1857 وحرب يوتا بلاك هوك عام 1865. وعمل أيضًا رئيسًا للشرطة في بروفو، يوتا وأول شرطي في مونا، يوتا. كان ليبرت، الذي خدم في الجيش الدنماركي قبل مجيئه إلى أمريكا، حدادًا وخدم في شرطة ليفان ويوتا وقاضيًا للسلام في نابولي، يوتا.
شملت أفراد عائلة إيرل عمه الكبير إفرايم روبرتس الذي كان سائقًا لبوني إكسبرس، والعم الكبير ويليام لانس الذي كان جنديًا في كتيبة المورمون – جيش الغرب 1846-1848. ومن أقرباء باسكوم الآخرين براينت بروكس، هو صاحب مزرعة وايومنغ وحاكم وايومنغ الذين بقي في هذا المنصب من عام 1905 إلى عام 1911. وأيضًا الملازم بالجيش جورج باسكوم الذي اعتقل أباتشي تشيفتين كوتشيس في عام 1861 والذي بدأ الحروب الأباتشية. ومن أقرباء باسكوم أيضًا ثلاثة من رجال الجبال المشهورين، جديديا سميث، ودوك نيويل وجيه تي وارنر.
من أسلاف والد باسكوم مين-تين-كا، من عشائر تورتل، ابن رئيس ميانتومو من قبيلة ناراغاناسيت الهندية، والملك إدوارد الثالث من الملوك الأوروبيين وغيرهم من إنجلترا، وويلز، وإسكتلندا، وأيرلندا، والسويد، وبلجيكا، وفرنسا مع الأصول العرقية من الكويكرز، والباسكيون الفرنسية والهوغونوتيون. كانت عائلة والدة باسكوم من أصول نرويجية، ودانمركية، وهولندية، وألمانية.
في عام 1912، عندما كان إيرل باسكوم يبلغ من العمر ست سنوات، توفيت والدته راشيل بسبب سرطان الثدي، تاركة وراءها خمسة أطفال – ريمون، وملفين، وإيرل، وأليس وويلدون – تتراوح أعمارهم بين 11 سنة إلى تسعة أشهر. في عام 1913، ذهب والد إيرل، الذي كان راعي بقر في يوتا وكولورادو وعمل في مزارع للماشية في أيداهو ووايومنغ ومونتانا، وذهب إلى ألبرتا بكندا للحصول على وظيفة عامل في مزرعة نايت.

## روابط خارجية
- إيرل دبليو باسكوم على موقع IMDb (الإنجليزية)